# Trechus apicalis
Trechus apicalis är en skalbaggsart som beskrevs av Victor Ivanovitsch Motschulsky. Trechus apicalis ingår i släktet Trechus och familjen jordlöpare. Inga underarter finns listade i Catalogue of Life.